# Acmanthera longifolia
Acmanthera longifolia är en tvåhjärtbladig växtart som beskrevs av Franz Josef Niedenzu. Acmanthera longifolia ingår i släktet Acmanthera och familjen Malpighiaceae. Inga underarter finns listade i Catalogue of Life.